# Vyšný Medzev, Košice-okolie
Vyšný Medzev este o comună slovacă, aflată în districtul Košice-okolie din regiunea Košice, pe malul râului Borzov⁠(d). Localitatea se află la altitudinea de 387 m deasupra n.m., se întinde pe o suprafață de 32,44 km2 și în 2017 număra 515 locuitori.

## Istoric
Localitatea Vyšný Medzev este atestată documentar din 1427.

## Demografie
| An:                | 1994 | 2004 | 2014   | 2024   |
| ------------------ | ---- | ---- | ------ | ------ |
| Număr de persoane: | 0    | 536  | 520    | 551    |
| Diferență:         |      | –    | −2,98% | +5,96% |

| An:                | 2023 | 2024   |
| ------------------ | ---- | ------ |
| Număr de persoane: | 554  | 551    |
| Diferență:         |      | −0,54% |